# Бријесница Мала
Бријесница Мала је насељено мјесто у Босни и Херцеговини, у општини Добој Исток, које административно припада Федерацији Босне и Херцеговине. Према попису становништва из 1991. у насељу је живјело 1.530 становника. Према подацима пописа становништва 2013. године, у Бријесници Малој је пописано 1.764 лица.

## Историја
Село се до рата налазило у саставу бивше општине Добој.

## Становништво
| Националност       | 1991.          | 1981.          | 1971.          |
| Муслимани          | 1.514 (98,95%) | 1.383 (99,06%) | 1.252 (98,97%) |
| Срби               | 2 (0,13%)      | 4 (0,28%)      | 8 (0,63%)      |
| Хрвати             | 0              | 0              | 1 (0,07%)      |
| Југословени        | 10 (0,65%)     | 7 (0,50%)      | 1 (0,07%)      |
| остали и непознато | 4 (0,26%)      | 2 (0,14%)      | 3 (0,23%)      |
| Укупно             | 1.530          | 1.396          | 1.265          |